# Брёзанг
Брёзанг или Бре́зынка (нем. Brösang; в.-луж. Brězynka) — деревня в Верхней Лужице, Германия. Входит в состав коммуны Добершау-Гаусиг района Баутцен в земле Саксония. Подчиняется административному округу Дрезден.

## География
Граничит c деревнями Дружкецы (Družkecy, Drauschkowitz) на северо-востоке, Гуска (Huska, Gaußig) на юго-востоке и Жичень коммуны Гёда (Žičeń, Seitschen) — на севере.

## История
Впервые упоминается в 1419 году под наименованием Бресен около Гауска (Breßen prope Gawßk).
С 1934 по 1999 года деревня входила в состав коммуны Гаусиг. С 1999 года входит в состав коммуны Добершау-Гаусиг.
В настоящее время деревня входит в состав культурно-территориальной автономии «Лужицкая поселенческая область», на территории которой действуют законодательные акты земель Саксонии и Бранденбурга, содействующие сохранению лужицких языков и культуры лужичан.

## Население
Согласно статистическому сочинению «Dodawki k statisticy a etnografiji łužickich Serbow» Арношта Муки в 1884 году проживало 114 человек (из них — 99 серболужичан (87 %)). Большинство жителей являются лютеранами.
Официальным языком в населённом пункте, помимо немецкого, является также верхнелужицкий язык.
| 1777 | 1834 | 1871 | 1885 | 1890 | 2011 |
| ---- | ---- | ---- | ---- | ---- | ---- |
| 2    | 93   | 105  | 114  | 113  | 67   |